# 梶山广司
梶山广司（日语：／ Kajiyama Hiroshi，1953年6月13日—），生于神奈川县，日本男子竞技体操运动员。他曾获得1976年夏季奥运会体操比赛男子团体全能金牌和男子跳马铜牌。